# Ящишин Олег Степанович
Оле́г Степа́нович Ящи́шин — полковник Збройних Сил України, учасник російсько-української війни та війни в Афганістані, який загинув у ході російського вторгнення в Україну в 2022 році.

## Життєпис
Народився у селі Капустин Яр Астраханської області. Закінчив Новосибірське вище військове воєнно-політичне училище, брав участь у війні в Афганістані.
Проходив службу в Національній гвардії України. У 1997—1999 роках навчався у Національній академії оборони України, після завершення навчання — був призначений командиром окремого батальйону спецпризначення 5 дивізії НГУ. У 2015 році був призваний за мобілізацією (добровільно) до ДПСУ.
Станом на 2022 рік — старший викладач Національної академії сухопутних військ.
Загинув 13 березня 2022 року у селі Старичі Львівської області під час ракетного обстрілу Яворівського військового полігону. Похований на Личаківському цвинтарі у місті Львові.

## Нагороди
- орден Данила Галицького (посмертно) — за особисту мужність, виявлену у захисті державного суверенітету та територіальної цілісності України, самовіддане виконання військового обов’язку[2].
- орден Червоної Зірки[3].